# Handebol nos Jogos Olímpicos de Verão da Juventude de 2014 - Torneio feminino
O torneio feminino de andebol nos Jogos Olímpicos de Verão da Juventude de 2014 realizou-se entre 20 e 25 de Agosto no Centro de Desportos de Jiangning em Nanquim, China. A Coreia do Sul ganhou o Ouro, derrotando na final a Rússia, que foi Prata. O Bronze ficou com a Suécia.

## Fase de grupos
|  | Seleção prossegue para as meias-finais |
|  | Seleção compete pelo 5º lugar          |

### Grupo A
| Pos. | Seleção           | Pts | J | V | E | D | GP | GC | SG  |
| ---- | ----------------- | --- | - | - | - | - | -- | -- | --- |
| 1    | RUS Rússia        | 4   | 2 | 2 | 0 | 0 | 70 | 52 | +18 |
| 2    | KOR Coreia do Sul | 2   | 2 | 1 | 0 | 1 | 70 | 59 | +11 |
| 3    | ANG Angola        | 0   | 2 | 0 | 0 | 2 | 44 | 73 | –29 |

| 20 de agosto  | Angola (ANG) | 21 – 34   | Rússia (RUS) |  |
| 14:00 (UTC+8) |              | Relatório |              |  |

| 21 de agosto  | Coreia do Sul (KOR) | 39 – 23   | Angola (ANG) |  |
| 14:00 (UTC+8) |                     | Relatório |              |  |

| 22 de agosto  | Rússia (RUS) | 36 – 31   | Coreia do Sul (KOR) |  |
| 14:00 (UTC+8) |              | Relatório |                     |  |

### Grupo B
| Pos. | Seleção    | Pts | J | V | E | D | GP | GC | SG  |
| ---- | ---------- | --- | - | - | - | - | -- | -- | --- |
| 1    | SWE Suécia | 4   | 2 | 2 | 0 | 0 | 71 | 38 | +33 |
| 2    | BRA Brasil | 2   | 2 | 1 | 0 | 1 | 56 | 50 | +6  |
| 3    | CHN China  | 0   | 2 | 0 | 0 | 2 | 32 | 71 | –39 |

| 20 de agosto  | China (CHN) | 14 – 39   | Suécia (SWE) |  |
| 16:00 (UTC+8) |             | Relatório |              |  |

| 21 de agosto  | Brasil (BRA) | 32 – 18   | China (CHN) |  |
| 16:00 (UTC+8) |              | Relatório |             |  |

| 22 de agosto  | Rússia (RUS) | 32 – 24   | Brasil (BRA) |  |
| 16:00 (UTC+8) |              | Relatório |              |  |

## Fase final

### Jogo para o 5º lugar

#### 1ª mão
| 24 de agosto  | Angola (ANG) | 31 – 18   | China (CHN) |  |
| 09:00 (UTC+8) |              | Relatório |             |  |

#### 2ª mão
| 24 de agosto  | China (CHN) | 22 – 22   | Angola (ANG) |  |
| 09:00 (UTC+8) |             | Relatório |              |  |

### Meias-finais
| 24 de agosto  | Coreia do Sul (KOR) | 25 – 24   | Suécia (SWE) |  |
| 13:00 (UTC+8) |                     | Relatório |              |  |

| 24 de agosto  | Rússia (RUS) | 30 – 22   | Brasil (BRA) |  |
| 15:30 (UTC+8) |              | Relatório |              |  |

### Jogo para a medalha de bronze
| 25 de agosto  | Suécia (SWE) | 23 – 16   | Brasil (BRA) |  |
| 13:00 (UTC+8) |              | Relatório |              |  |

### Final
| 25 de agosto  | Coreia do Sul (KOR) | 32 – 31   | Rússia (RUS) |  |
| 18:00 (UTC+8) |                     | Relatório |              |  |

## Classificação final
| Lugar             | CON               |
| ----------------- | ----------------- |
| Medalha de ouro   | KOR Coreia do Sul |
| Medalha de prata  | RUS Rússia        |
| Medalha de bronze | SWE Suécia        |
| 4º                | BRA Brasil        |
| 5º                | CHN China         |
| 6º                | ANG Angola        |